# Rajd Maroka

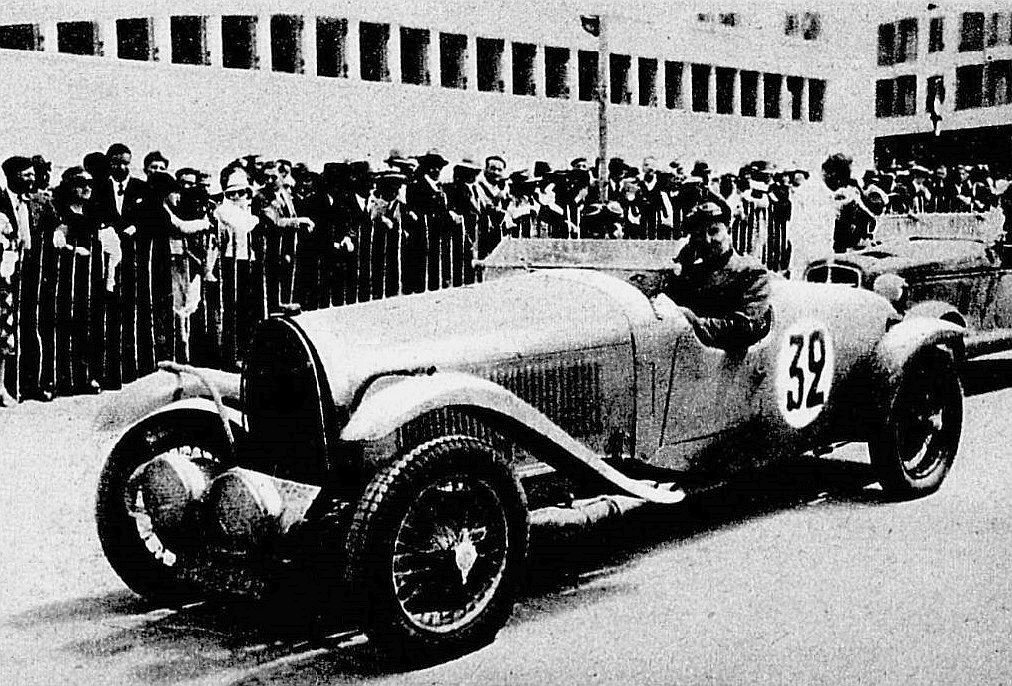
Jean Trévoux podczas wygranego Radu Maroka w roku 1935

Rajd Maroka  (fr. Rallye du Maroc) – rajd samochodowy rozgrywany w Maroku. 
Pierwsza jego edycja odbyła się w roku 1934 i odbywał się z przerwami do roku 1988. Organizatorem rajdu był Royal Automobile Club of Morocco i był on zaliczany był do jednych z najtrudniejszych rajdów. Na przykład w roku 1969 rajd ukończyło 7 samochodów ze startujących 68 pojazdów. W roku 1973 i latach 1975-1976 rozgrywany jak eliminacji Rajdowych mistrzostw świata. Rajdowe etapy były zróżnicowane od łatwych do trudniejszych, zdarzały się pustynne (jak w Rajdzie Dakar), które były bardzo długie sięgające kilkuset kilometrów, czyniąc tankowanie podczas takich etapów obowiązkowe.

## Zwycięzcy[1]
| Rok                     | Rajd                  | Kierowca            | Pilot              | Samochód                   | Seria |
| ----------------------- | --------------------- | ------------------- | ------------------ | -------------------------- | ----- |
| 1934                    | 1.er Rallye du Maroc  | Bravard             |                    | Essex                      |       |
| 1935                    | 2ème Rallye du Maroc  | Jean Trévoux        | Marcel Lesurque    | Bugatti 3L                 |       |
| 1937                    | 3ème Rallye du Maroc  | Jean Trévoux        | Marcel Lesurque    | Hotchkiss                  |       |
| 1938-1949 Nie odbył się |                       |                     |                    |                            |       |
| 1950                    | 4ème Rallye du Maroc  | Costa               | Preynat            | Simca 8 Sport              |       |
| 1951                    | 5ème Rallye du Maroc  | Jean Lucas          | Jacques Péron      | Ferrari 212                |       |
| 1952                    | 6ème Rallye du Maroc  | Robert Amic         | Mareschi           | Simca Aronde               |       |
| 1953                    | 7ème Rallye du Maroc  | Paul van de Kaart   | Jacques Péron      | Porsche 356 1300           |       |
| 1954                    | 8ème Rallye du Maroc  | Robert La Caze      | Grammatico         | Simca Aronde               |       |
| 1955                    | 9ème Rallye du Maroc  | Jean Deschazeaux    | Marteau            | Peugeot 203                |       |
| 1956-1966 Nie odbył się |                       |                     |                    |                            |       |
| 1967                    | 10ème Rallye du Maroc | Robert La Caze      | Raymond Ponnelle   | Simca Aronde               |       |
| 1968                    | 11ème Rallye du Maroc | Jean-Pierre Nicolas | Jean de Alexandris | Renault 8 Gordini          |       |
| 1969                    | 12ème Rallye du Maroc | Robert Neyret       | Jacques Terramorsi | Citroën DS 21              |       |
| 1970                    | 13ème Rallye du Maroc | Robert Neyret       | Jacques Terramorsi | Citroën DS 21              |       |
| 1971                    | 14ème Rallye du Maroc | Jean Deschazeaux    | Jean Plassard      | Citroën SM                 |       |
| 1972                    | 15ème Rallye du Maroc | Simo Lampinen       | Sölve Andreasson   | Lancia Fulvia HF 1.6 Coupé |       |
| 1973                    | 16ème Rallye du Maroc | Bernard Darniche    | Alain Mahé         | Alpine A110 1800           | WRC   |
| 1974 Nie odbył się      |                       |                     |                    |                            |       |
| 1975                    | 18ème Rallye du Maroc | Hannu Mikkola       | Jean Todt          | Peugeot 504                | WRC   |
| 1976                    | 19ème Rallye du Maroc | Jean-Pierre Nicolas | Michel Gamet       | Peugeot 504                | WRC   |
| 1977-1984 Nie odbył się |                       |                     |                    |                            |       |
| 1985                    | 20ème Rallye du Maroc | Shekhar Mehta       | Yvonne Mehta       | Nissan 240RS               |       |
| 1986                    | 21.er Rallye du Maroc | Alain Ambrosino     | Daniel Le Saux     | Nissan 240RS               |       |
| 1987                    | 22ème Rallye du Maroc | Maurice Chomat      | Gilles Thimonier   | Citroën Visa 1000 Pistes   |       |
| 1988                    | 23ème Rallye du Maroc | Paul Émile Descamps | Michel Gautheron   | Opel Manta 400             |       |